# تونی کامپوس
آنتونیو کامپوز (به انگلیسی: Antonio Campos) معروف به «مالدیتو ایکس» متولد ۸ مارس ۱۹۷۳، (۱۷ اسفند ۱۳۵۱) موسیقیدان آمریکایی-مکزیکی است. وی نوازنده گیتار بیس در گروه سول‌فلای است و پیشتر در گروه استاتیک ایکس نیز نوازنده گیتار بیس بود. وی همچنین در گروه اسسینو نیز نوازنده بود.